# Rušani
Rušani is een plaats in de gemeente Gradina in de Kroatische provincie Virovitica-Podravina. De plaats telt 534 inwoners (2001).